# Ràdio i Televisió d'Andorra
Rádio i Televisió d'Andorra är Andorras nationella TV-bolag. TV-bolaget var medlem i European Broadcasting Union (EBU) från år 2004 till början av 2012. Bolaget sände Eurovision Song Contest mellan 2004 och 2009 då Andorra var med och tävlade.